# دانشگاه حکیم سبزواری
دانشگاه حکیم سبزواری با نام پیشین دانشگاه تربیت معلم سبزوار دانشگاهی دولتی، در شهر سبزوار  است. ابتدا در آبان ۱۳۶۵ به عنوان شعبه ای از  دانشگاه ترست معلم تهران تاسی و در ۱۹ مهر ۱۳۶۶ رسما افتتاح گردید  و با پذیرش۱۶۴ دانشجو در چهار رشته دبیری الهیات، دبیری زبان و ادبیات فارسی، دبیری زبان و ادبیات عربی و دبیری ریاضی در مقطع کارشناسی فعالیت علمی، آموزشی و پژوهشی خود را آغاز نمود.

## پیشینه
دانشگاه حکیم سبزواری در زمینی به وسعت ۲۱۰ هکتار در ۱۰ کیلومتری شمال شهر واقع است. این دانشگاه دومین دانشگاه بزرگ دولتی تحت پوشش وزارت علوم تحقیقات و فناوری پس از دانشگاه فردوسی مشهد در استان خراسان رضوی و یکی از ۲۲ دانشگاه مُعین کشور است. نام قبلی این دانشگاه، دانشگاه تربیت معلم سبزوار بود که در سال ۱۳۹۰ به دانشگاه حکیم سبزواری تغییر یافت.
در حوزه پژوهشی این دانشگاه تاکنون موفقیت‌های خوبی داشته‌است:
به طوریکه می‌توان به راهیابی اختراعات ۲ تن از اعضای هیئت علمی این دانشگاه به بخش علمی جشنواره‌های بین‌المللی که در کشورهای کره جنوبی و سوئیس برگزار گردید، اشاره نمود.
همچنین با کسب مجوز از مدیرکل دفتر برنامه‌ریزی و سیاست‌گذاری پژوهشی وزارت علوم چاپ و نشر نشریهٔ مطالعات جغرافیایی مناطق خشک با اعتبار علمی-پژوهشی، چاپ ۹۱مقاله در مجلات ISI، ۱۳۵مقاله در مجلات علمی– پژوهشی، ۱۳ مقاله در مجلات علمی-ترویجی، ۱۵۲ مقاله در کنفرانس‌های داخلی و خارجی، تألیف ۲۴ کتاب (ترجمه و غیر ترجمه)، انجام ۲۵ طرح قراردادی مصوب با سایر بخش‌ها، ۱۸۵ طرح تحقیقاتی داخلی مصوب و کسب ۷ جایزه از جشنواره‌های داخلی و خارجی را بیان داشت.
این دانشگاه دارای کتابخانه‌ای با تعداد ۹۸ هزار نسخه کتاب فارسی و غیر فارسی (لاتین، عربی، روسی و فرانسه) موجود می‌باشد که بخشی از نیاز پژوهشگران را پاسخ می‌دهد.
درحوزهٔ دانشجویی و فرهنگی و ورزشی دانشجویان از امکانات زیر برخوردارند:
استخر سرپوشیده، سالن بدنسازی، زمین ورزشی با چمن مصنوعی، سالن ورزشی چند منظوره، ۲ مجتمع خوابگاهی و ۸ باب خوابگاه مجزا با ظرفیت ۳۵۰۰ دانشجو، مرکز درمانی و مشاوره‌ای، خانه فرهنگ دانشجو، سالن بزرگ غذاخوری به ظرفیت ۲۰۰۰ نفر و تالار اجتماعات۳۶۰ نفر می‌باشد.
در خصوص فعالیت‌های فرهنگی تشکل‌های موجود دانشجویی تاکنون تعداد ۴۶۰ برنامهٔ فرهنگی و علمی دانشجویی تولید نموده‌است و تعداد ۲۰۵۰ دانشجو عضو کانون‌های فرهنگی، انجمن‌های علمی، ورزشی و دانشجویی هستند که در ۷۴ کانون فرهنگی، انجمن‌های علمی، ورزشی و دانشجویی فعالیت می‌کنند. گفتنی است در حال حاضر ۲۷ مجله علمی در دانشگاه حکیم سبزواری، مقالات پژوهشگران و دانشجویان را منتشر می کند.

## دانشکده‌ها
در حال حاضر، دانشگاه دارای ۳۳ گروه آموزشی، ۱۳۹ کدرشته تحصیلی، در مقاطع کارشناسی (۶۴رشته)، کارشناسی ناپیوسته (۳رشته)، کارشناسی ارشد(۵۹ رشته) و دکتری (۱۳رشته)، در ۱۰ دانشکده با جمعیتی بالغ بر ۱۰۲۰۰ نفر دانشجو در دوره‌های روزانه، شبانه و نیمه‌حضوری می‌باشد.

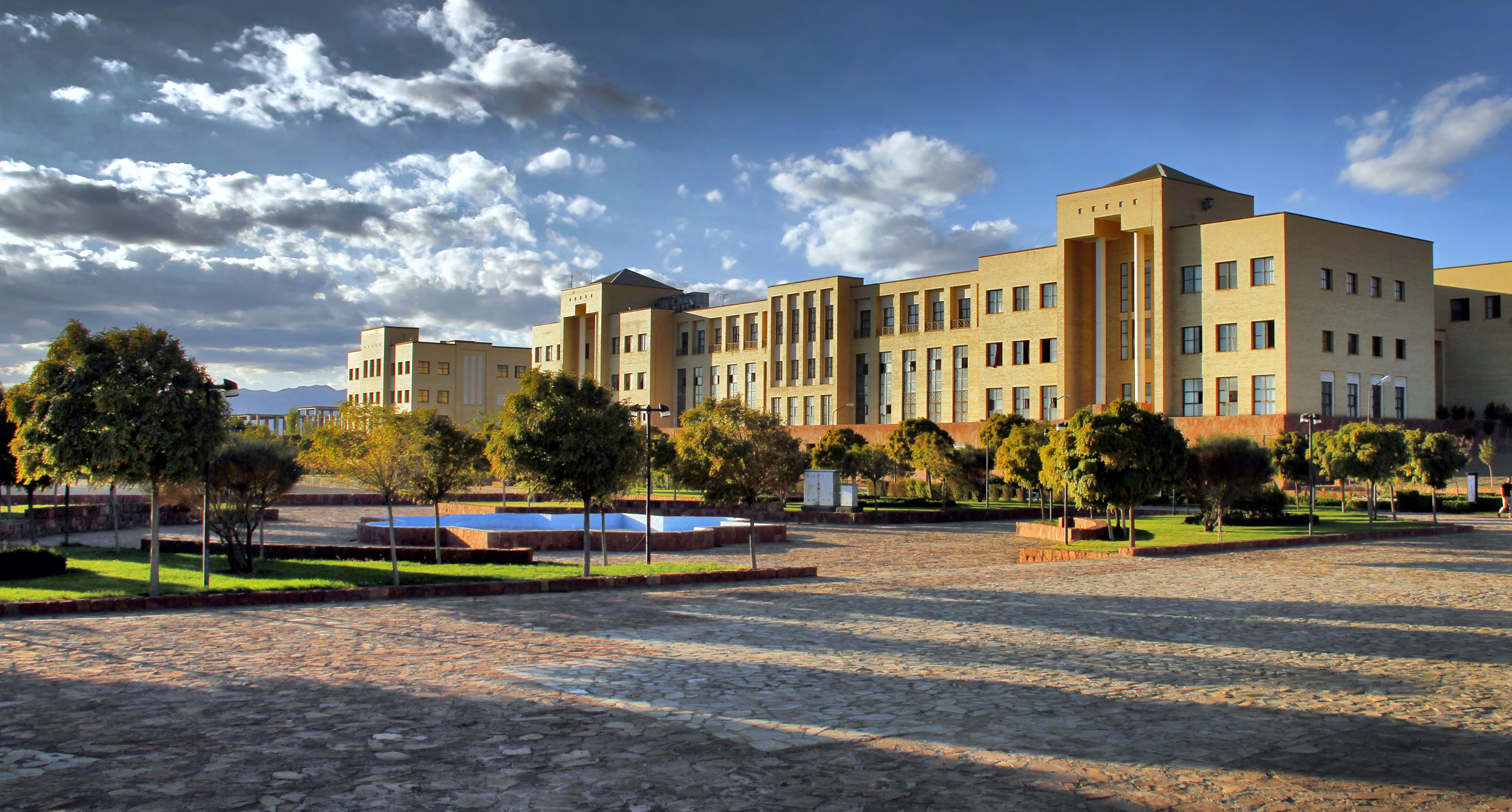
نمایی از دانشکده ادبیات و علوم انسانی دانشگاه حکیم سبزواری

- ادبیات و علوم انسانی
- الهیات و معارف اسلامی
- علوم ورزشی
- جغرافیا و علوم محیطی
- ریاضی و علوم کامپیوتر
- علوم پایه
- فنی و مهندسی
- مهندسی برق و کامپیوتر
- مهندسی معماری و شهرسازی
- مهندسی نفت و پتروشیمی

### دانشکدهٔ ادبیات و علوم انسانی
دانشکدهٔ ادبیات و علوم انسانی در سال ۱۳۶۶ فعالیت آموزش و پژوهشی خود را به عنوان نخستین دانشکدهٔ تأسیس شده در دانشگاه حکیم سبزواری آغاز نمود. در حال حاضر ۵ گروه زبان و ادبیات فارسی، زبان و ادبیات انگلیسی، زبان و ادبیات فرانسه، علوم تربیتی و علوم سیاسی وظیفه آموزش و امور پژوهشی نزدیک به ۱۳۰۰ نفر دانشجو در مقاطع کارشناسی، کارشناسی ارشد و دکتری را برعهده دارند.

### دانشکدهٔ الهیات و معارف اسلامی
دانشکدهٔ الهیات و معارف اسلامی در سال ۱۳۸۹، تأسیس و در حال حاضر با دارا بودن پنج رشته درمقطع کارشناسی، هفت گرایش در مقطع کارشناسی ارشد و یک گرایش دکتری مشغول به فعالیت می‌باشد.

### دانشکدهٔ تربیت بدنی
دانشکدهٔ تربیت بدنی و علوم ورزشی با گروه آموزشی تربیت بدنی در سال ۱۳۷۶ تحت پوشش دانشکدهٔ ادبیات و علوم انسانی، فعالیت آموزشی خود را با دو عضو هیئت علمی شروع نمود در بهمن ماه ۱۳۷۶ اولین گروه از دانشجویان رشتهٔ دبیری تربیت بدنی در مقطع کارشناسی به تعداد ۳۰ نفر، دورهٔ تحصیل خود را در این گروه آموزشی آغاز نمودند. با جذب دو کارشناس آموزشی و جذب اعضای هیئت علمی به سرعت تجهیزات و امکانات آموزشی لازم برای این رشته از قبیل سالن‌های ورزشی چند منظوره، کشتی (ورزش) و تنیس روی میز، استخر، زمین چمن و سالن بدنسازی فراهم شد. با افزایش تعداد اعضای هیئت علمی و امکانات لازم، در سال ۱۳۸۴ مقطع کارشناسی ارشد در گرایش عمومی راه‌اندازی شد. همچنین در سال ۱۳۸۶ گرایش فیزیولوژی ورزش در مقطع کارشناسی ارشد، در سال ۱۳۹۰ گرایش فیزیولوژی ورزش در مقطع دکتری و در سال ۱۳۹۲ گرایش رفتار حرکتی و مدیریت ورزش در مقطع کارشناسی ارشد راه‌اندازی شد.

دانشکدهٔ تربیت بدنی از مهر ماه ۱۳۸۷ با مصوبهٔ شورای دانشگاه ایجاد گردید.
این دانشکده افزون بر تربیت نیروهای متخصص (کارشناسی، کارشناسی ارشد و دکتری) هر ترم بیش از ۸۰ کلاس تربیت بدنی عمومی ۱ و ۲ برای ۱۶۰۰ نفر از دانشجویان سایر رشته‌ها ارائه می‌نماید.

### دانشکدهٔ جغرافیا و علوم محیطی
این دانشکده در سال ۱۳۸۹ با جدا شدن گروه‌های آموزشی جغرافیا از دانشکدهٔ ادبیات و علوم انسانی و گروه آموزشی محیط زیست از دانشکدهٔ علوم پایه، به عنوان یک دانشکدهٔ مستقل با ۳ گروه آموزشی جغرافیای طبیعی، جغرافیای انسانی و محیط زیست شروع به کار نمود و در حال حاضر با ۲۳ نفر عضو هیئت علمی، بیش از ۸۲۵ نفر دانشجو در دوره‌های روزانه و شبانه در مقاطع کاردانی، کارشناسی، کارشناسی ناپیوسته، کارشناسی ارشد و دکتری دارد.

نشریه فعال در دانشکده:
- دوفصلنامه ژئومرفولوژی کاربردی ایران[۹]

### دانشکدهٔ ریاضی و علوم کامپیوتر
دانشکدهٔ ریاضی از اولین گروه‌های آموزشی بوده که از بدو تأسیس دانشگاه شروع به کار نموده‌است و هم‌اکنون دارای ۴ کد رشته در کارشناسی و ۱۵ کد رشته در مقطع کارشناسی ارشد و ۲ کد رشته در مقطع دکتری (گرایش‌های جبر و آنالیز) است.
دوره‌های کارشناسی و کارشناسی ارشد علوم کامپیوتر در این دانشکده دایر است.
فعالیت‌های پژوهشی دانشکده:
- برگزاری سمینار «بیست و دومین سمینار جبر ایران» - سال ۱۳۹۰
- برگزاری سمینار «ساختارهای کلی جبری» - سال ۱۳۹۱
- برگزاری سمینار «ششمین سمینار آنالیز هارمونیک و کاربردها» - سال ۱۳۹۶

### دانشکدهٔ علوم پایه

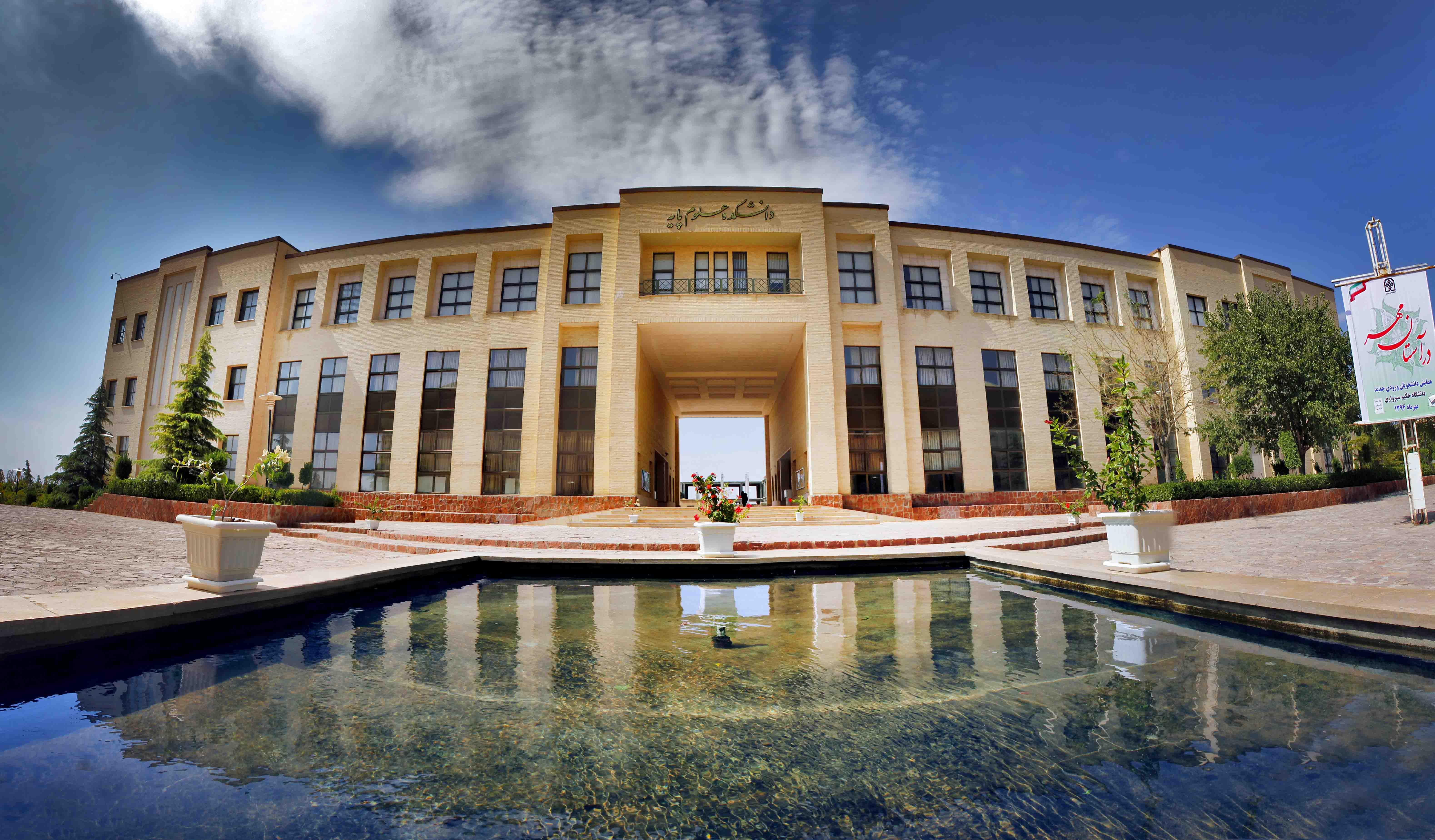
دانشکده علوم پایه

دانشکده علوم پایه در سال ۱۳۷۳ فعالیت علمی، آموزشی و پژوهشی خود را به‌طور مستقل آغاز نمود. در حال حاضر سه گروه زیست‌شناسی، شیمی، و فیزیک در زیر مجموعه این دانشکده وظیفه آموزش و امور پژوهشی نزدیک به ۱۵۹۲ نفر دانشجو در مقاطع کارشناسی، کارشناسی ارشد و دکتری را برعهده دارند.

شمار مقالات ISI دانشکده:
- گروه شیمی: ۲۰۳ مقاله ISI[۱۲]
- گروه فیزیک: ۱۷۸ مقاله ISI
- گروه زیست‌شناسی: ۹۰ مقاله ISI

### دانشکدهٔ فنی و مهندسی
دانشکدهٔ فنی و مهندسی در سال ۱۳۷۶ فعالیت آموزش و پژوهشی خود را در کنار دانشکده‌های ادبیات و علوم‌انسانی و علوم پایه آغاز نمود. در حال حاضر ۱۰ گروه آموزشی فنی و مهندسی در ۴ دانشکدهٔ مجزا مشغول به فعالیت می‌باشند. از این تعداد سه گروه مهندسی عمران، مهندسی مکانیک، و مهندسی مواد پلیمر در زیر مجموعهٔ دانشکدهٔ فنی و مهندسی وظیفه آموزش و امور پژوهشی نزدیک به ۹۶۰ نفر دانشجو در مقاطع کارشناسی، کارشناسی‌ارشد و دکتری را برعهده دارند.

### دانشکدهٔ مهندسی برق و کامپیوتر
تاریخچهٔ تأسیس این دانشکده به سال ۱۳۷۶ و پذیرش دانشجو در رشتهٔ برق، مقطع کاردانی در دانشکدهٔ فنی و مهندسی بازمی‌گردد. با تکمیل اعضای هیئت علمی و تجهیز آزمایشگاه‌ها و راه اندازی رشته‌های مهندسی برق-الکترونیک، مهندسی مکاترونیک و مهندسی کامپیوتر، دانشکدهٔ مهندسی برق و کامپیوتر در سال ۱۳۸۸ مستقل گردید. در حال حاضر این دانشکده در حدود ۹۲۲ نفر دانشجو در در رشته‌های مختلف مهندسی برق و مهندسی پزشکی و مکاترونیک دارد.

### دانشکدهٔ معماری و شهرسازی
دانشکدهٔ معماری و شهرسازی در سال ۱۳۸۲ فعالیت آموزشی و پژوهشی خود را آغاز نمود. دانشکده در حال حاضر با ۲ گروه آموزشی مهندسی معماری و مرمت بناهای تاریخی فعالیت می‌کند. لازم است ذکر شود شروع فعالیت گروه معماری و پذیرش دانشجو در این رشته به سال ۱۳۷۶ بازمی‌گردد.
این دانشکده نخستین دانشکده معماری و شهرسازی در شرق کشور است و هم‌اکنون با ۱۱ عضو هیئت علمی، دارای بیش از ۳۹۵ دانشجو در مقاطع کارشناسی و کارشناسی ارشد می‌باشد.

### دانشکدهٔ مهندسی نفت و پتروشیمی
دانشکدهٔ مهندسی نفت و پتروشیمی در اسفند ماه سال ۱۳۸۷ با حضور وزیر نفت وقت با ۳۰۰۰ متر مربع زیربنا به بهره‌برداری رسید که شامل ۱۲ کلاس، ۸ آزمایشگاه و آمفی تئاتری با گنجایش ۲۰۶ نفر می‌باشد. این دانشکده از مهر ماه سال ۱۳۸۸ با پذیرش دانشجو در رشته‌های مهندسی نفت (گرایش بهره‌برداری) و مهندسی شیمی در مقطع کارشناسی فعالیت خود را آغاز نمود و هم‌اکنون ۵۰۸ نفر دانشجو و ۱۰ عضو هیئت علمی دارد.

## ماموریت ملی تاب آوری
دانشگاه حکیم سبزواری به عنوان یک نهاد علمی معتبر، مأموریت ملی تاب‌آوری فرهنگی را بر عهده گرفته است. این مأموریت به تأیید وزارت علوم رسیده و هدف آن تقویت هویت فرهنگی و اجتماعی جامعه با ترویج ارزش‌های فرهنگی و اجتماعی است.مأموریت ملی تاب‌آوری دانشگاه حکیم سبزواری بستری برای ایجاد ارتباطات جدید میان اعضای جامعه دانشگاهی است که می‌تواند به تقویت فرهنگ همکاری و همبستگی منجر شود.

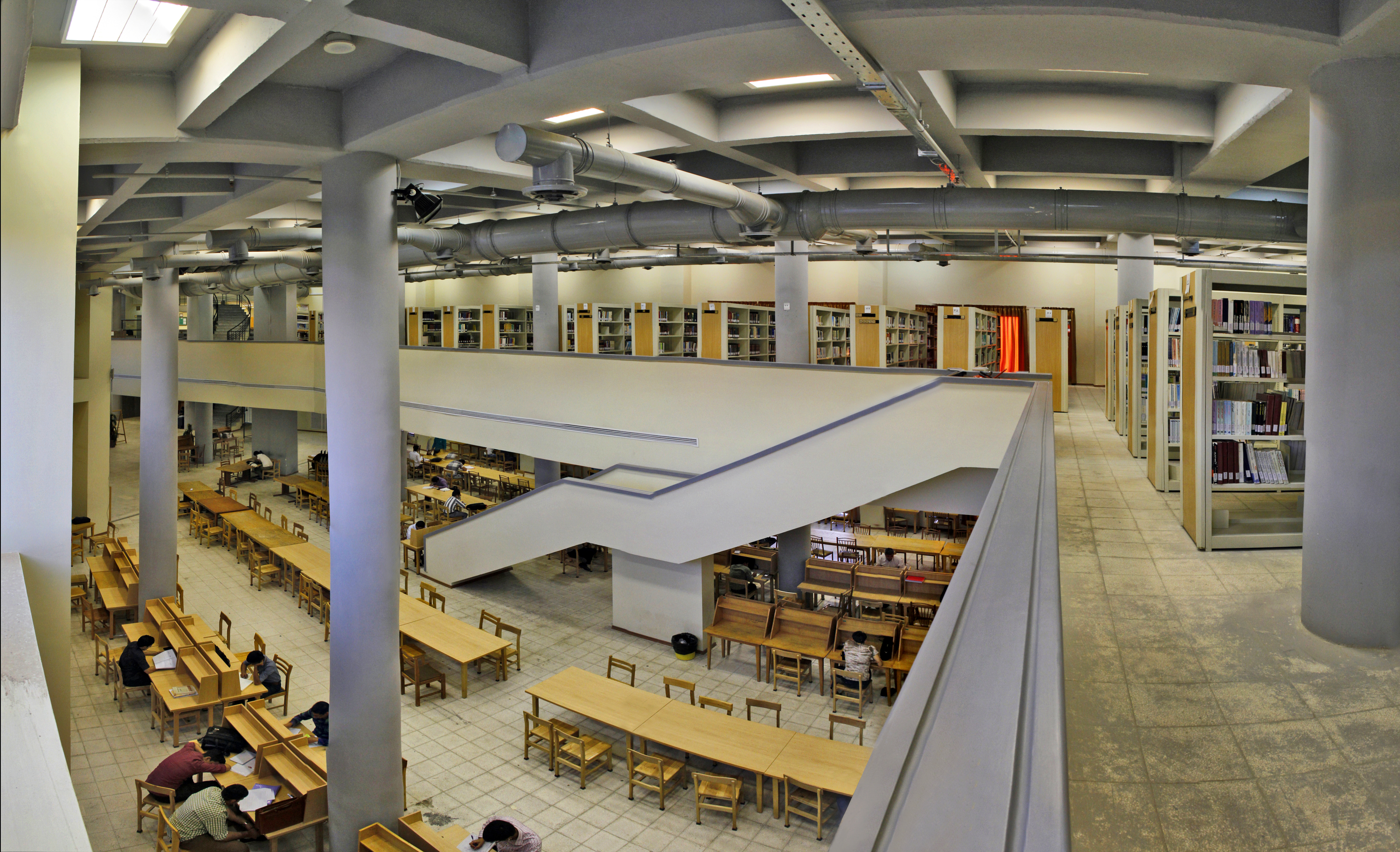
کتابخانه مرکزی دانشگاه

## کتابخانه
کتابخانه مرکزی دانشگاه حکیم سبزواری، در سال ۱۳۶۶ همزمان با تأسیس دانشگاه با مجموعه ۲۰۰۰ جلدی کتب اهدایی دانشگاه تربیت معلم تهران تأسیس گردید. در حال حاضر مجموعه کتابخانه در ساختمان اختصاصی جدید خود، بالغ بر ۱۲۶۰۰۰ جلد کتاب فارسی، عربی، انگلیسی، فرانسه و پایان‌نامه‌ها و طرح‌های پژوهشی دارد.

## مجموعۀ موزه‌های دانشگاه حکیم سبزواری
مجموعۀ موزه‌های دانشگاه حکیم سبزواری در سطح ملّی، ثبت وزارت میراث فرهنگی، گردشگری و صنایع دستی شد.مجموعۀ موزه‌های دانشگاه حکیم سبزواری در چندین بخش، از جمله موزۀ نثر فارسی، موزۀ سربداران (فاز یک)، موزۀ زیست‌بوم‌گرایی ایران (فاز یک)، موزۀ فناوری و موزۀ داستان دانشگاه (فاز یک) در طبقۀ منفی یک دانشکدۀ ادبیات واقع شده است. موزۀ نثر فارسی که توسط دکتر علی صادقی منش طراحی شده است در آبان ۱۴۰۳، برندۀ جایزۀ برگزیدۀ نخستِ جشنوارۀ ملّی جریان شد.موزه برای دانشگاه حکیم سبزواری که از سوی وزارت علوم، تحقیقات و فناوری، مأموریتی ملّی در حوزۀ «تاب‌آوری فرهنگی هویت‌محور» دریافت کرده‌است، اهمیت ویژه دارد.

## تغییر نام دانشگاه
تلاش‌ها برای تغییر نام دانشگاه از دهه هفتاد شروع شد. سرانجام در ۱۱ بهمن ۱۳۹۰ طبق مصوبه شورای عالی انقلاب فرهنگی نام دانشگاه، به دانشگاه حکیم سبزواری تغییر کرد.

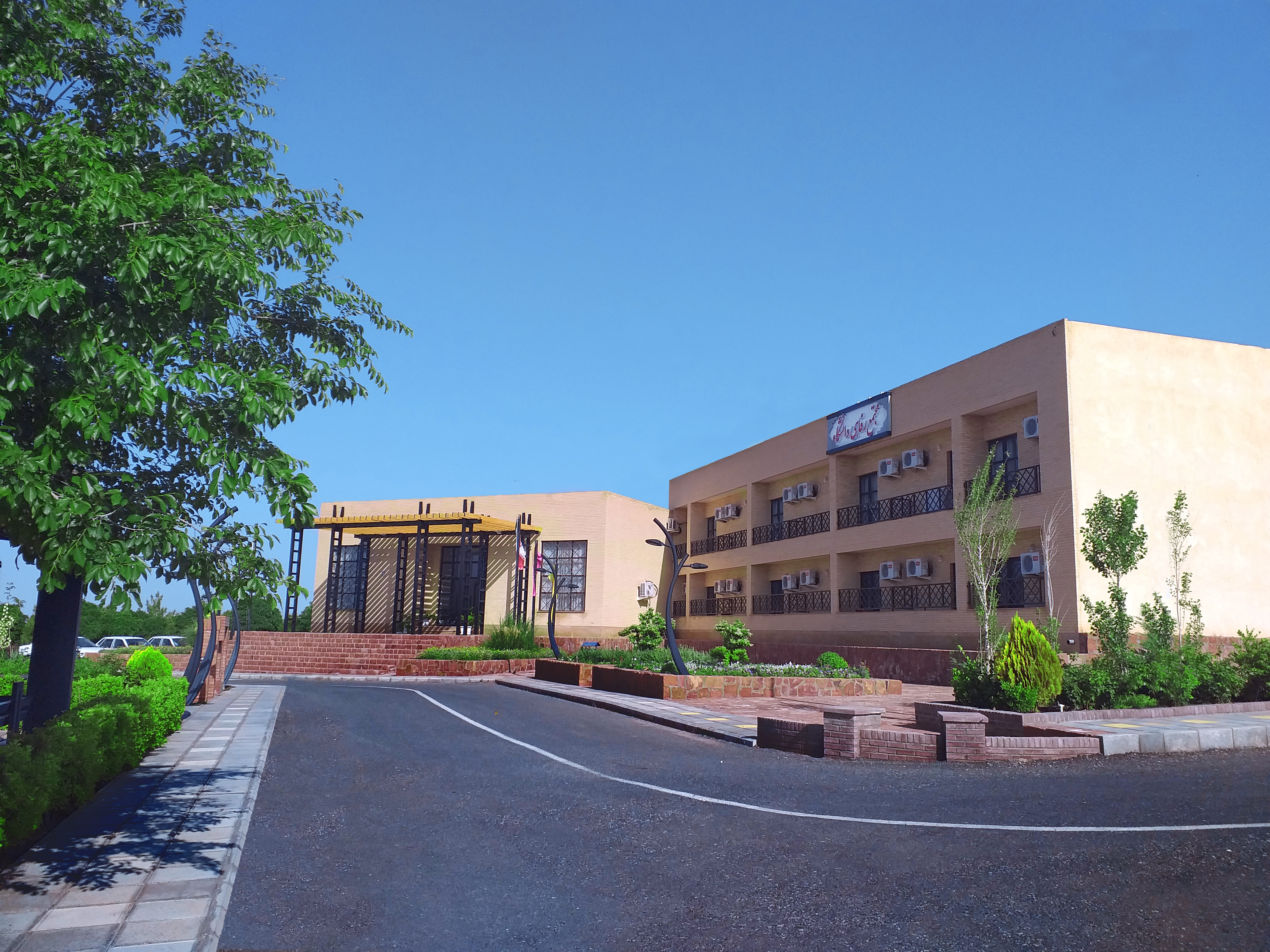
مهمانسرای دانشگاه

## مجتمع رفاهی دانشگاه
در سال ۱۳۹۰ مجتمع رفاهی دانشگاه با ۳۱ اتاق دوتخته و سه تخته با تجهیزات اقامتی به بهره‌برداری رسیده و برای عموم قابل استفاده است.

## تفاهم نامه‌ها
برخی از تفاهم نامه‌ها و همکاری‌های دانشگاه با دیگر دانشگاه‌ها و موسسات عبارتند از:
- تفاهم نامه دانشگاه حکیم سبزواری با دانشگاه پاریس ۱۳[۲۵][۲۶][۲۷]
- تفاهم نامه دانشگاه حکیم سبزواری با دانشگاه تورین ایتالیا[۲۸]
- تفاهم نامه دانشگاه حکیم سبزواری با دانشگاه لیون فرانسه[۲۹]
- تفاهم نامه دانشگاه حکیم سبزواری با دانشگاه غالب هرات[۳۰][۳۱]
- تفاهم نامه دانشگاه حکیم سبزواری با دانشگاه ملاکند پاکستان[۳۲]
- تفاهم نامه دانشگاه حکیم سبزواری با مؤسسه مبادلات آکادمیک آلمان[۳۳]

## نگارخانه

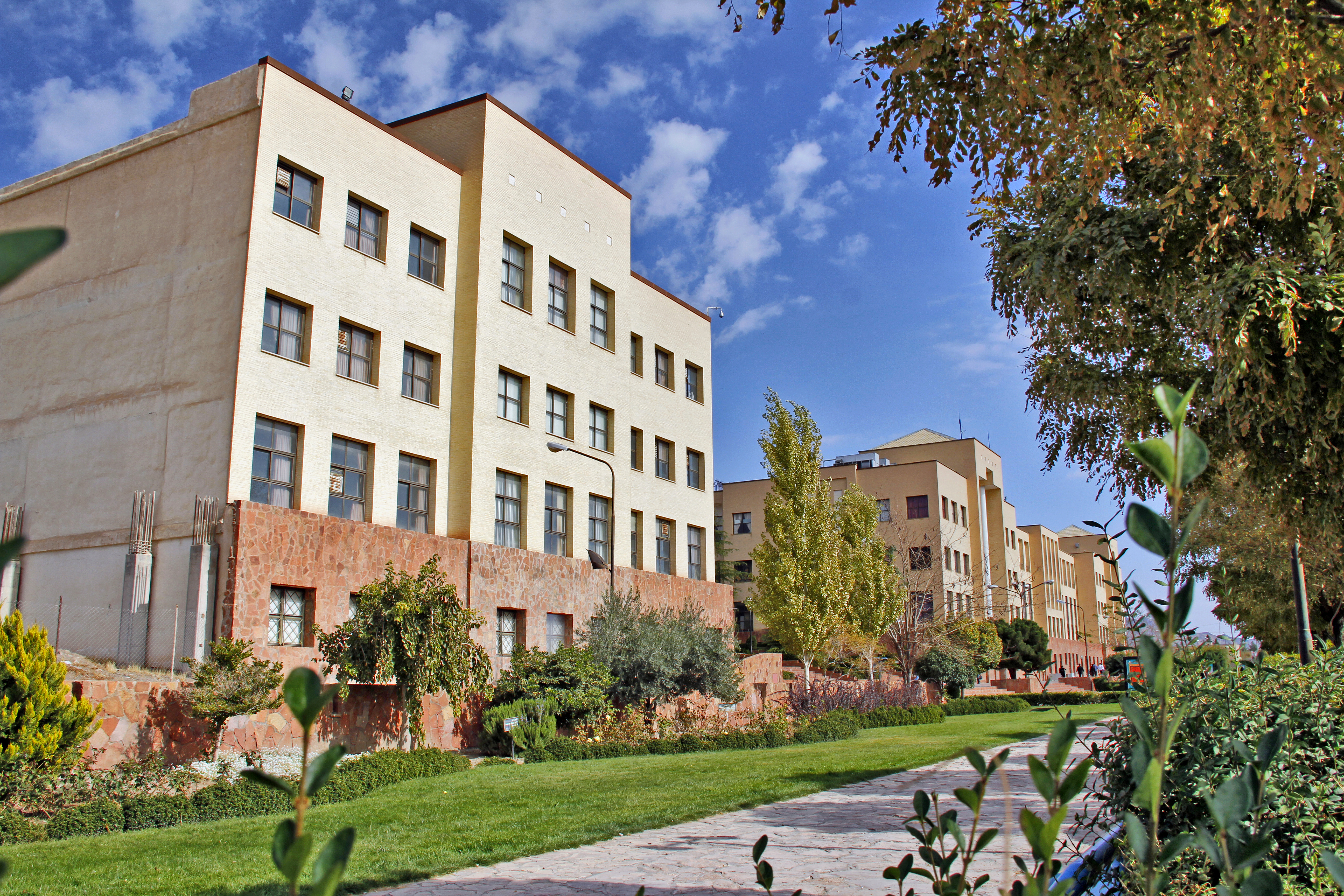
پیاده‌رو مشاهیر
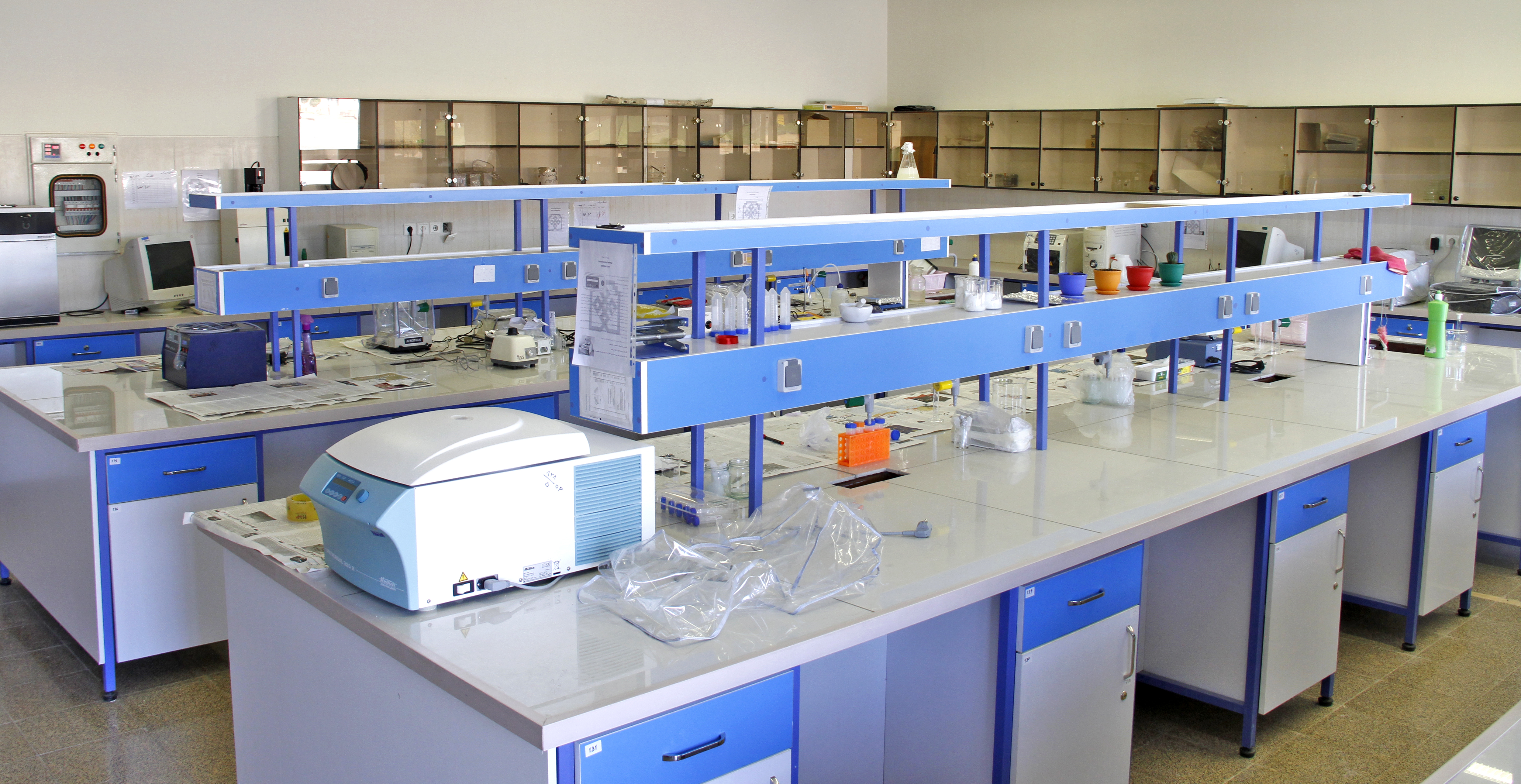
محیط آزمایشگاه
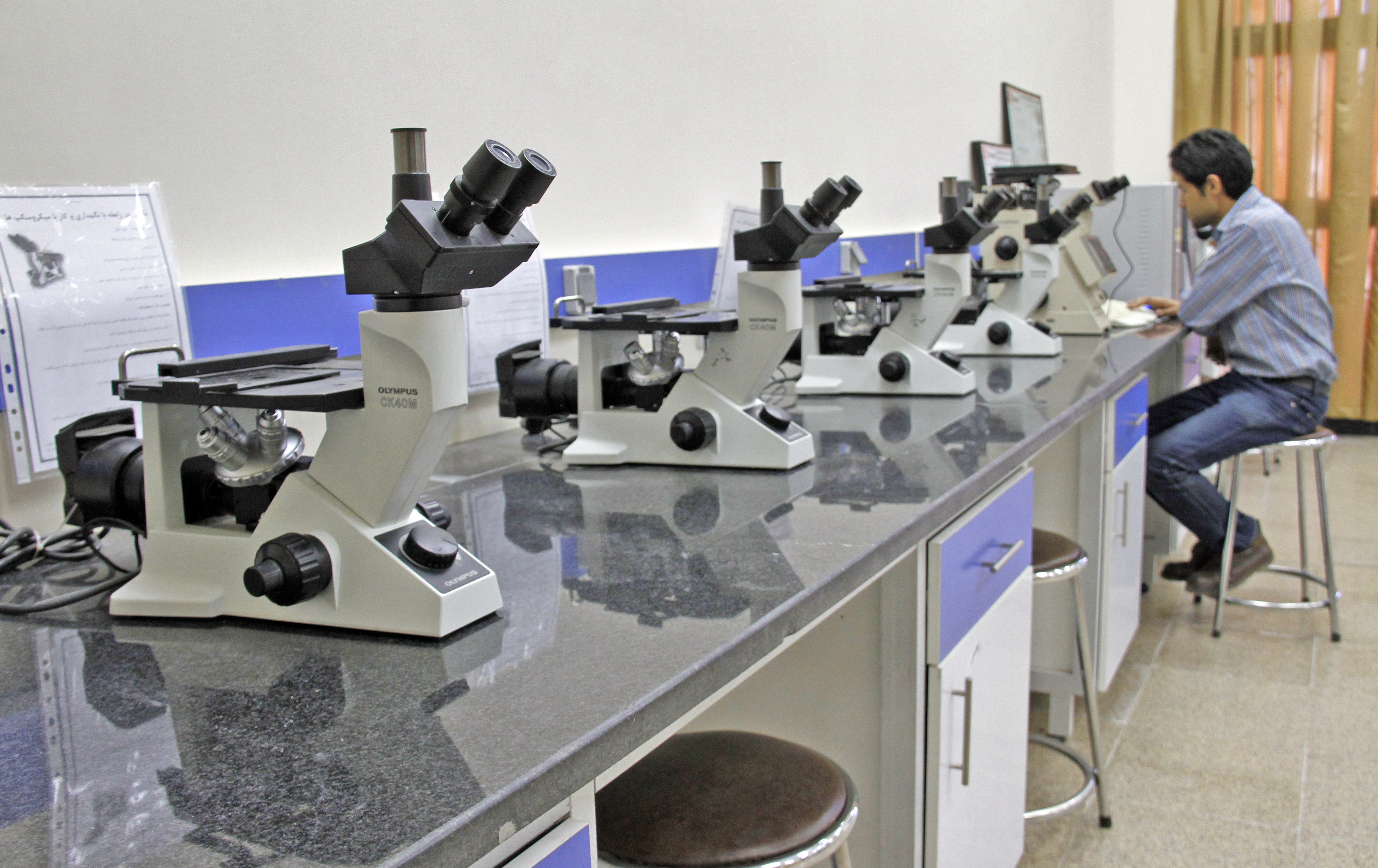
تجهیزات آزمایشگاهی
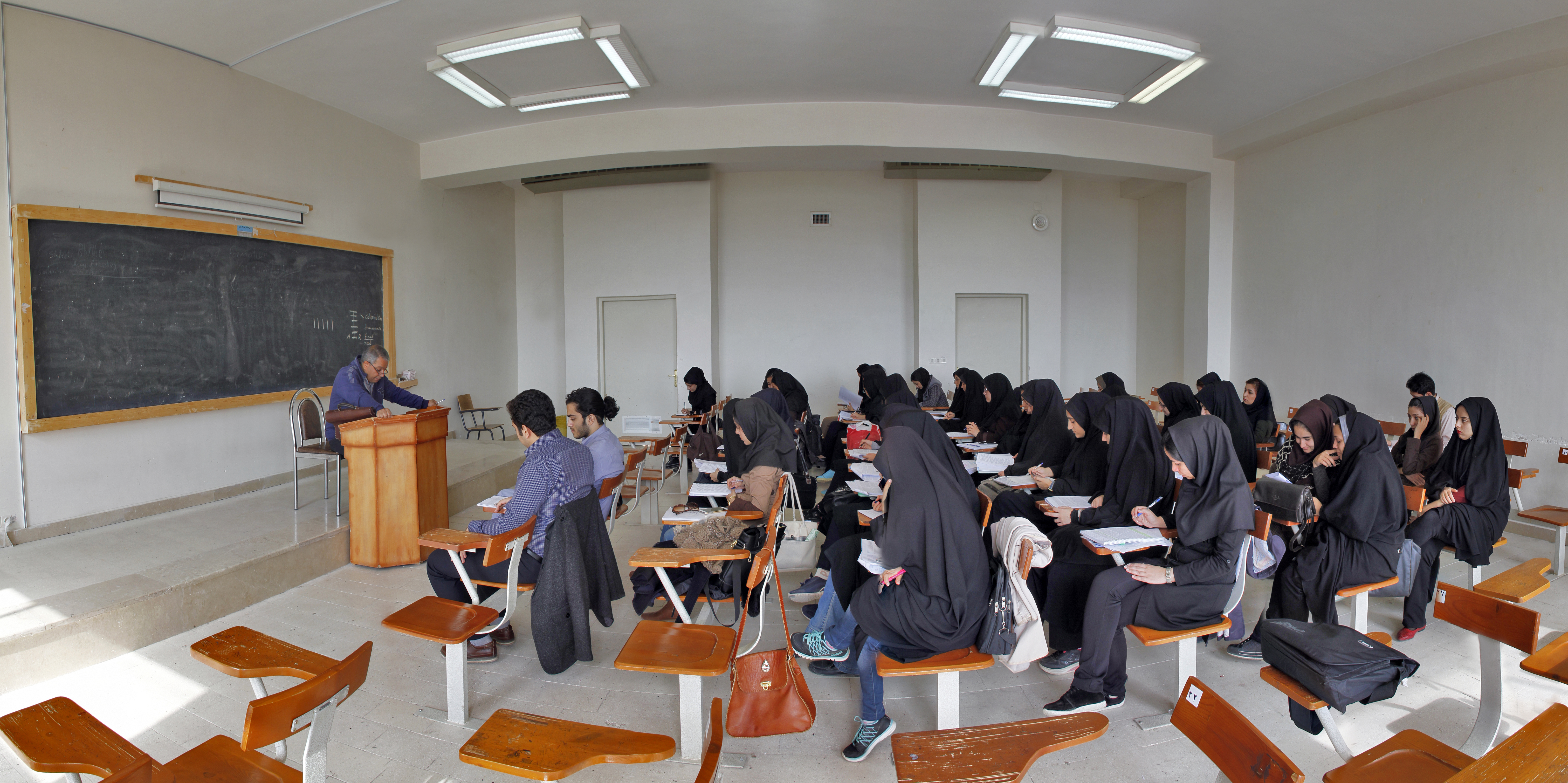
کلاس درسی
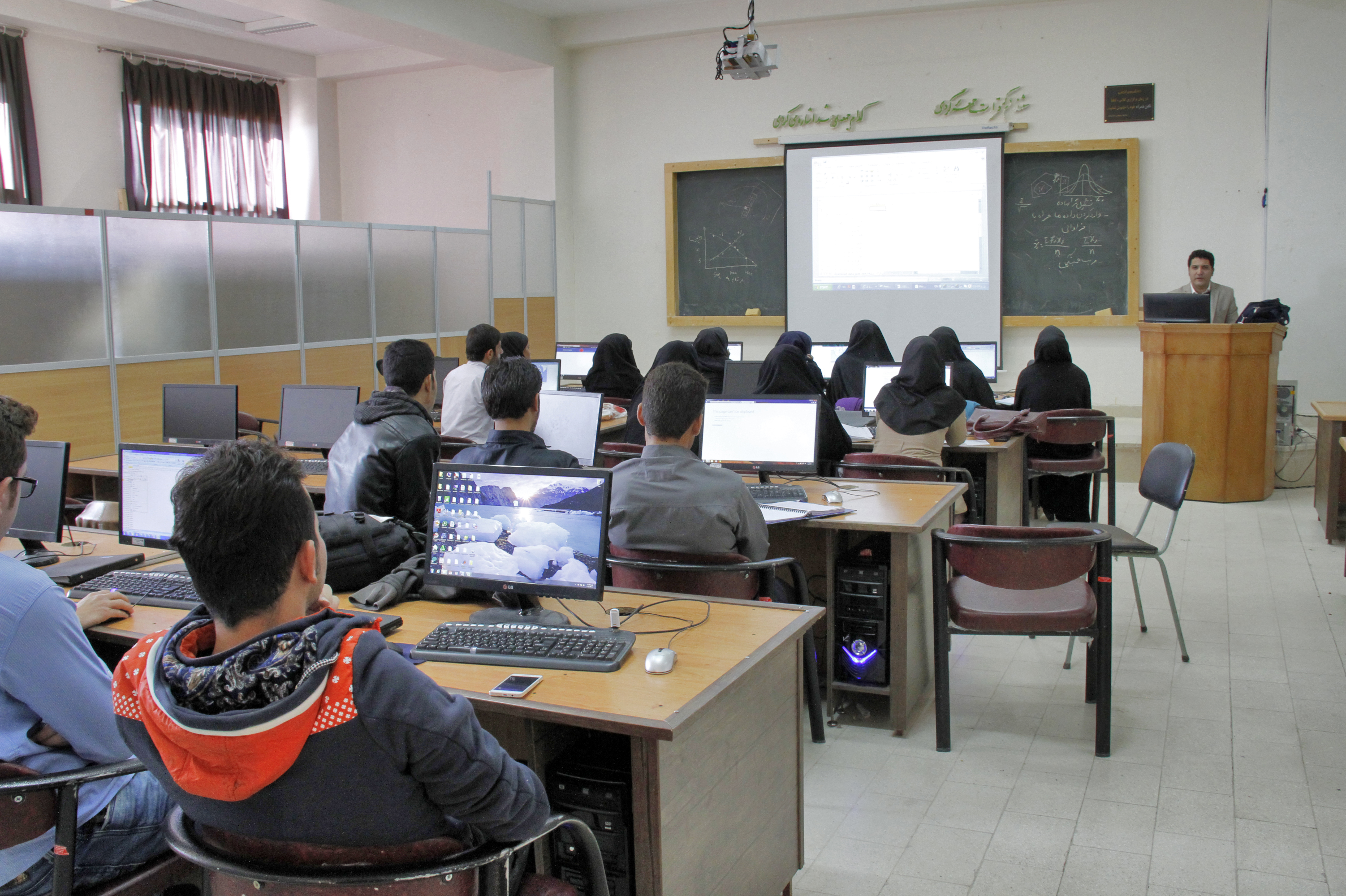
کلاس درسی
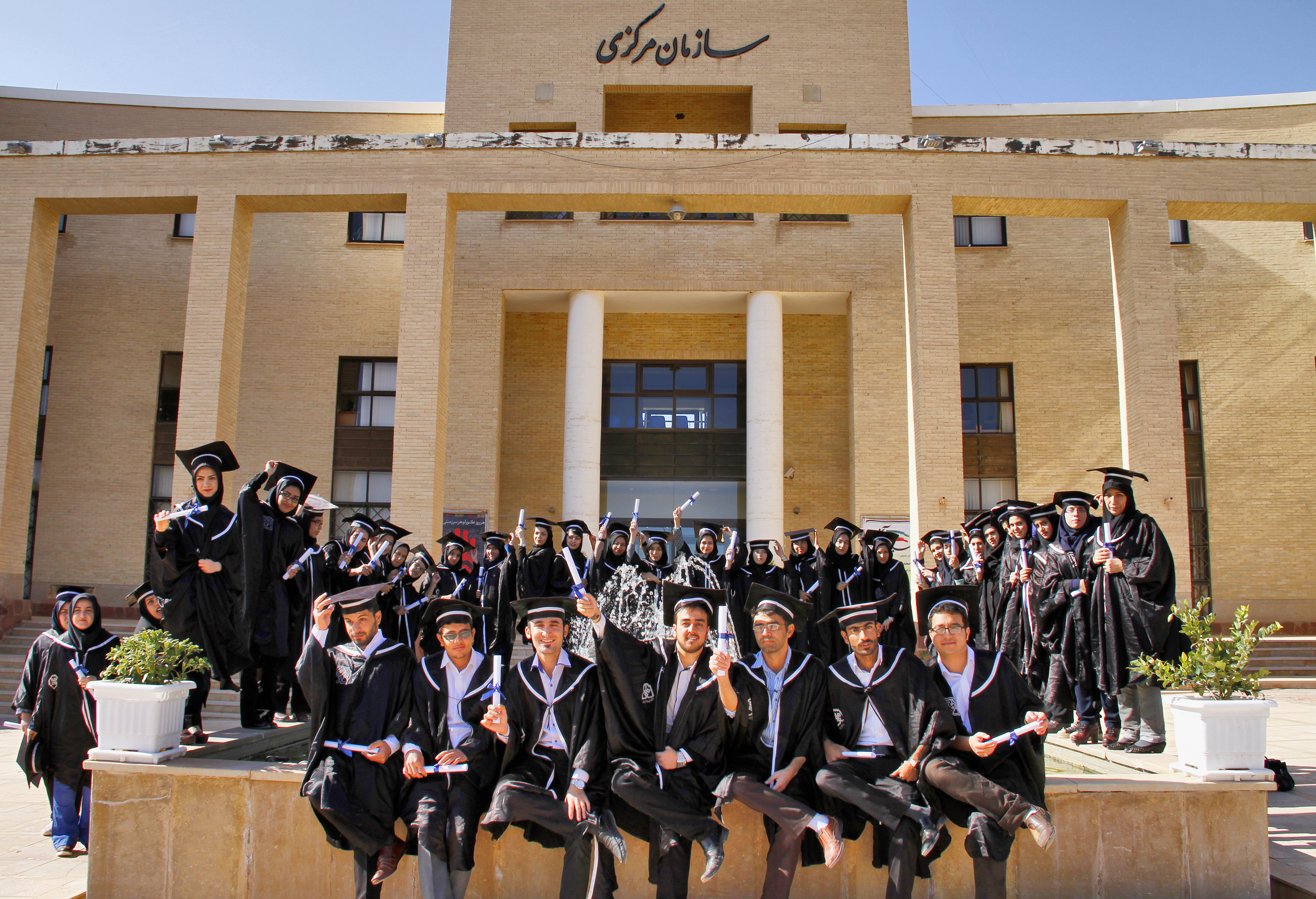
عکس دسته جمعی فارغ‌التحصیلان مقابل سازمان مرکزی
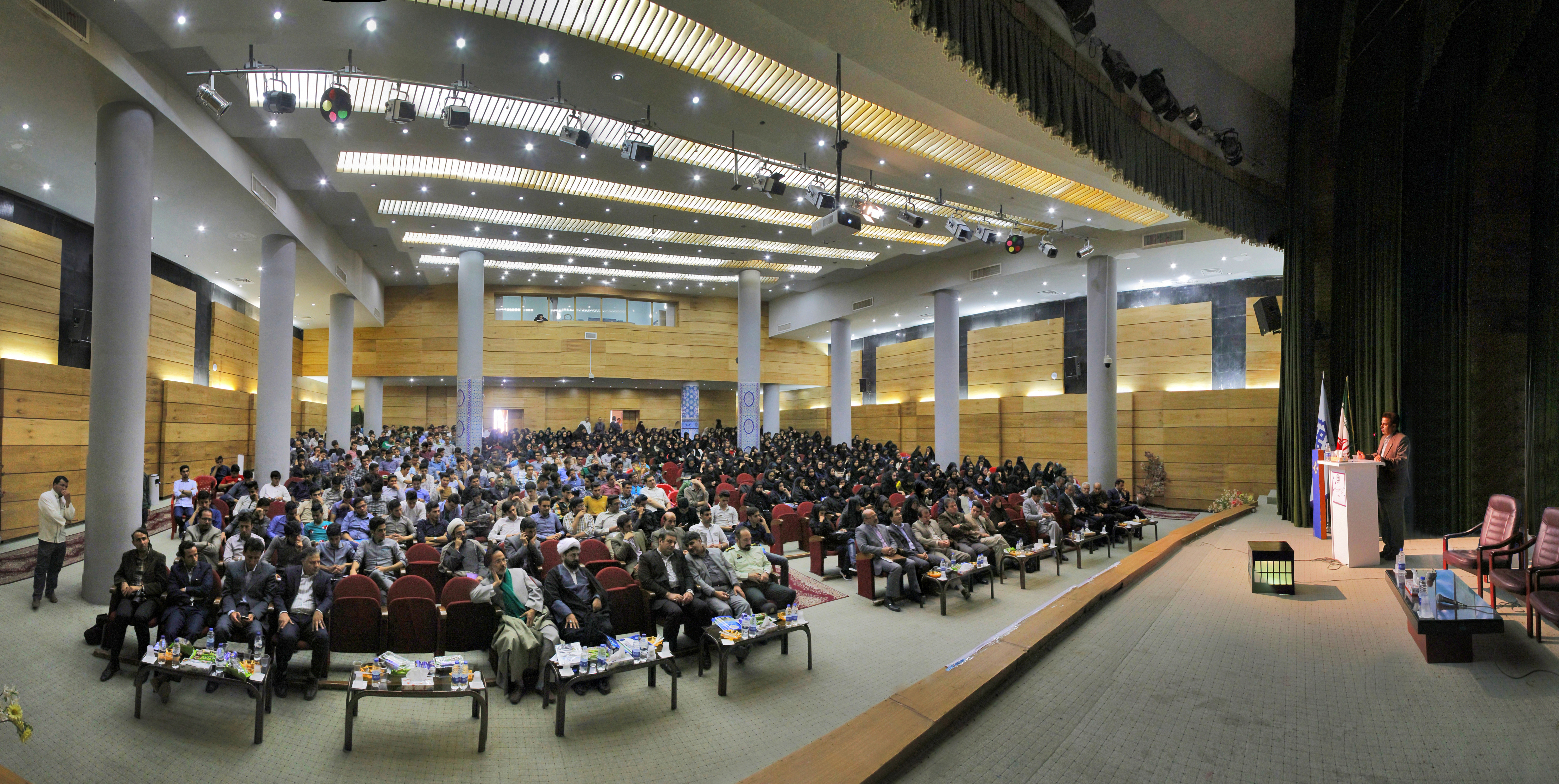
تالار استاد محمدتقی شریعتی
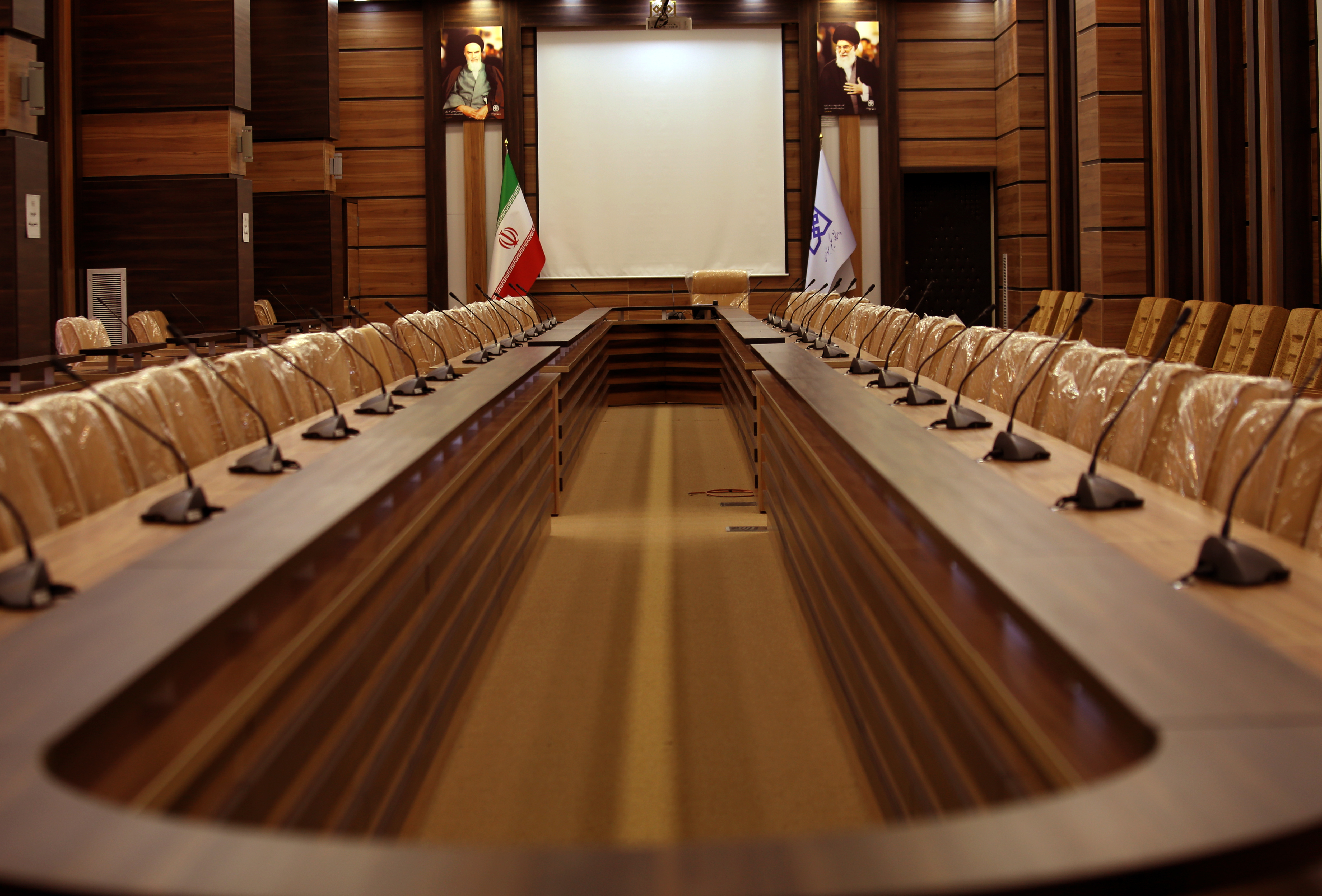
تالار همایش‌های بین‌المللی بیهقی
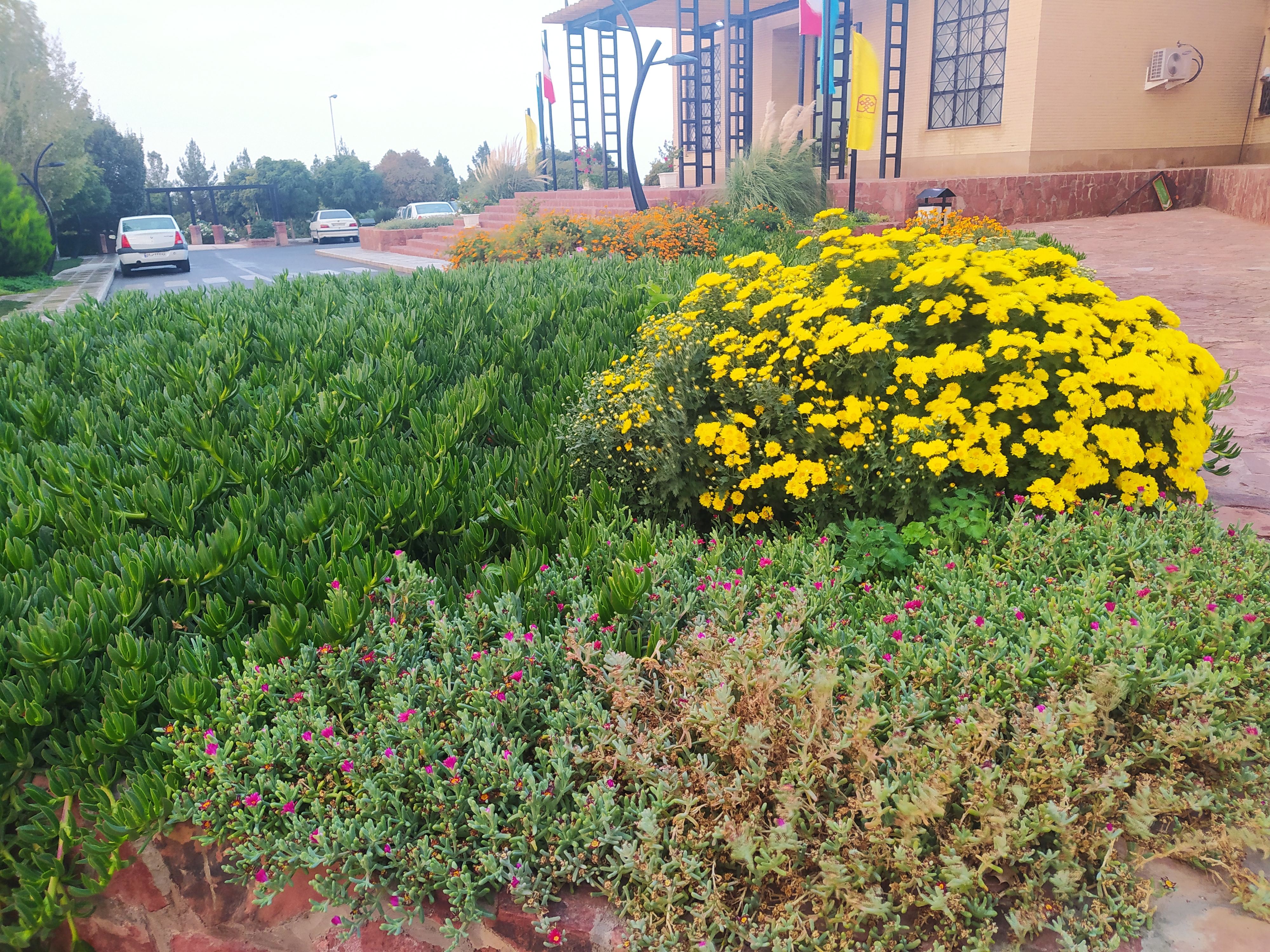
مهمانسرای دانشگاه حکیم سبزواری
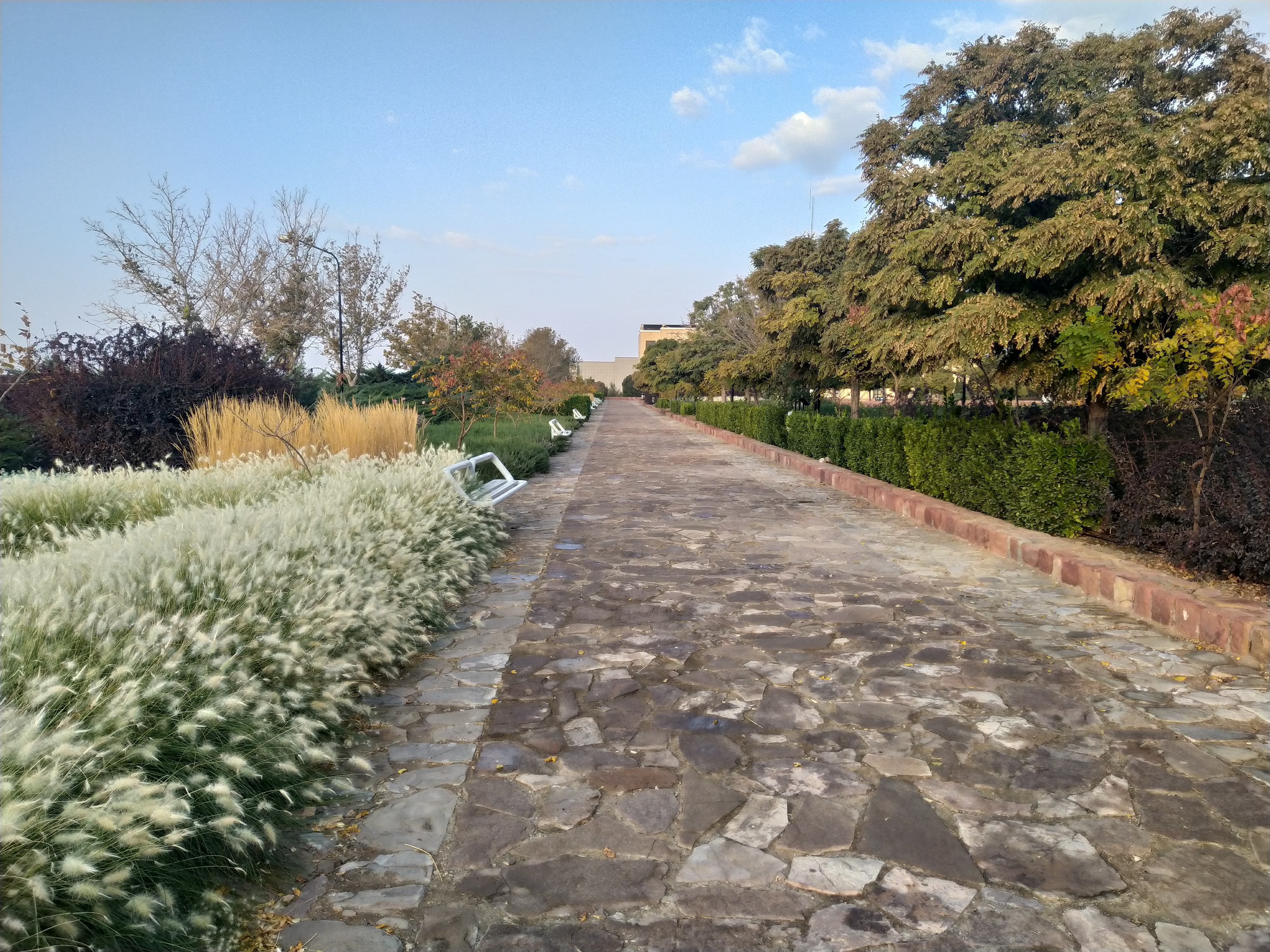
محوطه دانشگاه حکیم سبزواری

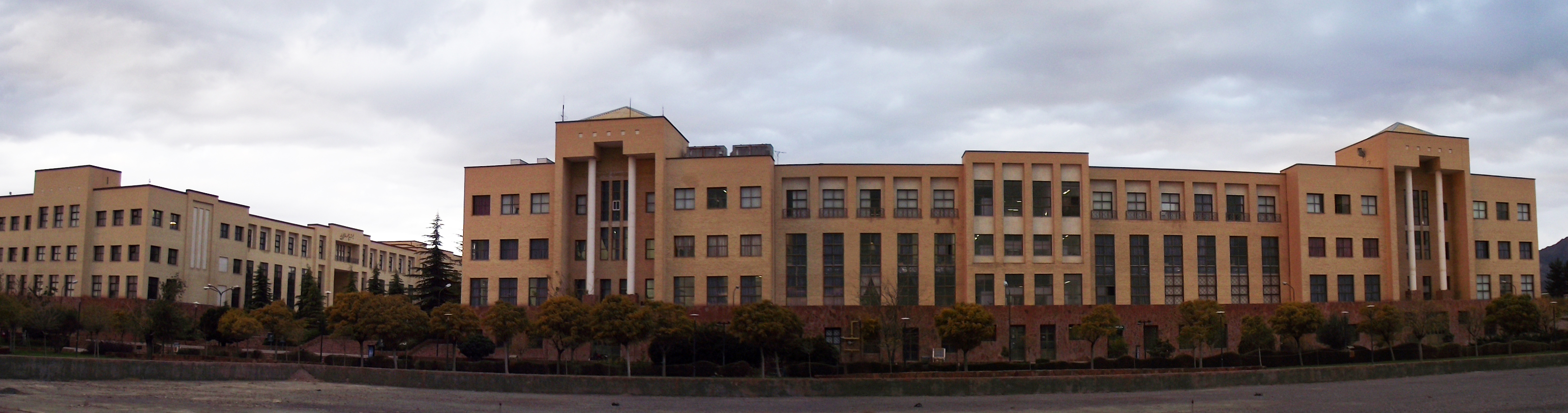
سراسرنمای دانشکده‌های ادبیات و علوم‌پایه